# Уанел
Уанел (осет. Уанел, груз. ვანელი — Ванели) — село в Дзауском районе Южной Осетии, фактически контролирующей село; согласно юрисдикции Грузии — в Джавском муниципалитете.
Административный центр Уанелской сельской администрации в РЮО.

## География
Находится на левом берегу Большой Лиахвы.

## Население
В 1987 году в селе Ванели проживало 40 человек. По переписи 2015 года численность населения с. Уанел составила 41 житель.

## Топографические карты
- Лист карты K-38-53 пер. Крестовый. Масштаб: 1 : 100 000. Состояние местности на 1987 год. Издание 1989 г.